# Mistrzostwa Świata w Lekkoatletyce 2013
14. Mistrzostwa Świata w Lekkoatletyce – zawody lekkoatletyczne, które odbywały się od 10 do 18 sierpnia 2013 roku w stolicy Rosji – Moskwie. Areną zmagań lekkoatletów był stadion na Łużnikach, który w 1980 roku gościł uczestników XXII Letnich Igrzysk Olimpijskich.

## Wybór gospodarza
1 grudnia 2006 roku do IAAF-u trafiły cztery kandydatury od miast, które chciały zorganizować zawody. Swoje oferty przesłała hiszpańska Barcelona, australijskie Brisbane, szwedzki Göteborg oraz Moskwa. Później z walki o organizację wycofał się, naciskany przez rząd, Göteborg. 27 marca 2007 roku na spotkaniu w Mombasie, tuż po rozegranych tamże mistrzostwach świata w biegach przełajowych podjęto decyzję, że gospodarzem XIV edycji mistrzostw w 2013 roku będzie Moskwa, a dwa lata wcześniej czempionat odbędzie się w Daegu w Korei Południowej.

## Przygotowania do mistrzostw
W dniach od 19 do 21 stycznia 2011 roku w Moskwie odbyło się pierwsze spotkanie Lokalnego Komitetu Organizacyjnego, któremu przewodniczy wicepremier Federacji Rosyjskiej Aleksandr Żukow z komisją IAAF odpowiedzialną za przygotowanie zawodów. W lipcu 2011 roku w Moskwie przebywał szef IAAF Lamine Diack, który odwiedził arenę mistrzostw oraz spotkał się na Kremlu z ówczesnym premierem Rosji Władimirem Putinem. 23 września 2011 roku stadion na Łużnikach był wizytowany przez delegatów technicznych IAAF.

## Rezultaty
| WR (world record) – rekord świata \| CR (championship record) – rekord mistrzostw \| NR (national record) – rekord kraju \| AR – rekord kontynentu                 |
| WL (world leading) – najlepszy wynik na listach światowych w sezonie 2013 \| PB (personal best) – rekord życiowy \| SB (season’s best) – najlepszy wynik w sezonie |

### Mężczyźni
| Konkurencja                               | 1. miejsce | Rezultat  | 2. miejsce                                                                                     | Rezultat  | 3. miejsce                                                                  | Rezultat  | Źródło |
| Bieg na 100 m (szczegóły)                 | Usain Bolt | 9,77      | Justin Gatlin                                                                                  | 9,85      | Nesta Carter                                                                | 9,95      | [ 13 ] |
| Bieg na 200 m (szczegóły)                 | Usain Bolt | 19,66     | Warren Weir                                                                                    | 19,79     | Curtis Mitchell                                                             | 20,04     | [ 14 ] |
| Bieg na 400 m (szczegóły)                 | LaShawn Merritt | 43,74     | Tony McQuay                                                                                    | 44,40     | Luguelín Santos                                                             | 44,52     | [ 15 ] |
| Bieg na 800 m (szczegóły)                 | Mohammed Aman | 1:43,31   | Nick Symmonds                                                                                  | 1:43,55   | Ayanleh Souleiman                                                           | 1:43,76   | [ 16 ] |
| Bieg na 1500 m (szczegóły)                | Asbel Kiprop | 3:36,28   | Matthew Centrowitz                                                                             | 3:36,78   | Johan Cronje                                                                | 3:36,83   | [ 17 ] |
| Bieg na 5000 m (szczegóły)                | Mohamed Farah | 13:26,98  | Hagos Gebrhiwet                                                                                | 13:27,26  | Isiah Kiplangat Koech                                                       | 13:27,26  | [ 18 ] |
| Bieg na 10 000 m (szczegóły)              | Mohamed Farah | 27:21,71  | Ibrahim Jeilan                                                                                 | 27:22,23  | Paul Kipngetich Tanui                                                       | 27:22,61  | [ 19 ] |
| Maraton (szczegóły)                       | Stephen Kiprotich | 2:09:51   | Lelisa Desisa                                                                                  | 2:10:12   | Tadese Tola                                                                 | 2:10:23   | [ 20 ] |
| Bieg na 110 m przez płotki (szczegóły)    | David Oliver | 13,00     | Ryan Wilson                                                                                    | 13,13     | Siergiej Szubienkow                                                         | 13,24     | [ 21 ] |
| Bieg na 400 m przez płotki (szczegóły)    | Jehue Gordon | 47,69     | Michael Tinsley                                                                                | 47,70     | Emir Bekrić                                                                 | 48,05     | [ 22 ] |
| Bieg na 3000 m z przeszkodami (szczegóły) | Ezekiel Kemboi | 8:06,01   | Conseslus Kipruto                                                                              | 8:06,37   | Mahiedine Mekhissi-Benabbad                                                 | 8:07,86   | [ 23 ] |
| Sztafeta 4 × 100 m (szczegóły)            | Jamajka · Nesta Carter · Kemar Bailey-Cole · Nickel Ashmeade · Usain Bolt · Warren Weir (elim.) · Oshane Bailey (elim.)      | 37,36     | Stany Zjednoczone · Charles Silmon · Michael Rodgers · Rakieem Salaam · Justin Gatlin          | 37,66     | Kanada · Gavin Smellie · Aaron Brown · Dontae Richards-Kwok · Justyn Warner | 37,92     | [ 24 ] |
| Sztafeta 4 × 400 m (szczegóły)            | Stany Zjednoczone · David Verburg · Tony McQuay · Arman Hall · LaShawn Merritt · Joshua Mance (elim.) · James Harris (elim.) | 2:58,71   | Jamajka · Rusheen McDonald · Edino Steele · Omar Johnson · Javon Francis · Javere Bell (elim.) | 2:59,88   | Rosja · Maksim Dyłdin · Lew Mosin · Siergiej Pietuchow · Władimir Krasnow   | 2:59,90   | [ 25 ] |
| Chód na 20 km (szczegóły)                 | Chen Ding | 1:21:09   | Miguel Ángel López                                                                             | 1:21:21   | João Vieira                                                                 | 1:22:05   | [ 26 ] |
| Chód na 50 km (szczegóły)                 | Robert Heffernan | 3:37:56   | Michaił Ryżow                                                                                  | 3:38:58   | Jared Tallent                                                               | 3:40:03   | [ 27 ] |
| Skok wzwyż (szczegóły)                    | Bohdan Bondarenko | 2,41 · =  | Mutazz Isa Barszim                                                                             | 2,38      | Derek Drouin                                                                | 2,38      | [ 28 ] |
| Skok o tyczce (szczegóły)                 | Raphael Holzdeppe | 5,89      | Renaud Lavillenie                                                                              | 5,89      | Björn Otto                                                                  | 5,82      | [ 29 ] |
| Skok w dal (szczegóły)                    | Aleksandr Mieńkow | 8,56      | Ignisious Gaisah                                                                               | 8,29      | Luis Rivera                                                                 | 8,27      | [ 30 ] |
| Trójskok (szczegóły)                      | Teddy Tamgho | 18,04     | Pedro Pichardo                                                                                 | 17,68     | Will Claye                                                                  | 17,52     | [ 31 ] |
| Pchnięcie kulą (szczegóły)                | David Storl | 21,73     | Ryan Whiting                                                                                   | 21,57     | Dylan Armstrong                                                             | 21,34     | [ 32 ] |
| Rzut dyskiem (szczegóły)                  | Robert Harting | 69,11     | Piotr Małachowski                                                                              | 68,36     | Gerd Kanter                                                                 | 65,19     | [ 33 ] |
| Rzut młotem (szczegóły)                   | Paweł Fajdek | 81,97     | Krisztián Pars                                                                                 | 80,30     | Lukáš Melich                                                                | 79,36     | [ 34 ] |
| Rzut oszczepem (szczegóły)                | Vítězslav Veselý | 87,17     | Tero Pitkämäki                                                                                 | 87,07     | Dmitrij Tarabin                                                             | 86,23     | [ 35 ] |
| Dziesięciobój (szczegóły)                 | Ashton Eaton | 8809 pkt. | Michael Schrader                                                                               | 8670 pkt. | Damian Warner                                                               | 8512 pkt. | [ 36 ] |

### Kobiety
| Konkurencja                               | 1. miejsce | Rezultat  | 2. miejsce                                                                                    | Rezultat  | 3. miejsce                                                                          | Rezultat  | Źródło |
| Bieg na 100 m (szczegóły)                 | Shelly-Ann Fraser-Pryce                                                                                             | 10,71     | Murielle Ahouré                                                                               | 10,93     | Carmelita Jeter                                                                     | 10,94     | [ 37 ] |
| Bieg na 200 m (szczegóły)                 | Shelly-Ann Fraser-Pryce                                                                                             | 22,17     | Murielle Ahouré                                                                               | 22,32     | Blessing Okagbare                                                                   | 22,32     | [ 38 ] |
| Bieg na 400 m (szczegóły)                 | Christine Ohuruogu                                                                                                  | 49,41     | Amantle Montsho                                                                               | 49,41     | Stephenie Ann McPherson                                                             | 49,99     | [ 40 ] |
| Bieg na 800 m (szczegóły)                 | Eunice Sum | 1:57,38   | Brenda Martinez                                                                               | 1:57,91   | Alysia Montaño                                                                      | 1:57,95   | [ 41 ] |
| Bieg na 1500 m (szczegóły)                | Abeba Aregawi | 4:02,67   | Jennifer Simpson                                                                              | 4:02,99   | Hellen Onsando Obiri                                                                | 4:03,86   | [ 42 ] |
| Bieg na 5000 m (szczegóły)                | Meseret Defar | 14:50,19  | Mercy Cherono                                                                                 | 14:51,22  | Almaz Ayana                                                                         | 14:51,33  | [ 43 ] |
| Bieg na 10 000 m (szczegóły)              | Tirunesh Dibaba | 30:43,35  | Gladys Cherono                                                                                | 30:45,17  | Beleynesh Oljira                                                                    | 30:46,98  | [ 44 ] |
| Maraton (szczegóły)                       | Edna Kiplagat | 2:25:44   | Valeria Straneo                                                                               | 2:25:58   | Kayoko Fukushi                                                                      | 2:27:45   | [ 45 ] |
| Bieg na 3000 m z przeszkodami (szczegóły) | Milcah Chemos Cheywa                                                                                                | 9:11,65   | Lidya Chepkurui                                                                               | 9:12,55   | Sofia Assefa                                                                        | 9:12,84   | [ 46 ] |
| Bieg na 100 m przez płotki (szczegóły)    | Brianna Rollins | 12,44     | Sally Pearson                                                                                 | 12,50     | Tiffany Porter                                                                      | 12,55     | [ 47 ] |
| Bieg na 400 m przez płotki (szczegóły)    | Zuzana Hejnová | 52,83     | Dalilah Muhammad                                                                              | 54,09     | Lashinda Demus                                                                      | 54,27     | [ 48 ] |
| Sztafeta 4 × 100 m (szczegóły)            | Jamajka · Carrie Russell · Kerron Stewart · Schillonie Calvert · Shelly-Ann Fraser-Pryce · Sheri-Ann Brooks (elim.) | 41,29     | Stany Zjednoczone · Jeneba Tarmoh · Alexandria Anderson · English Gardner · Octavious Freeman | 42,75     | Wielka Brytania · Dina Asher-Smith · Ashlee Nelson · Annabelle Lewis · Hayley Jones | 42,87     | [ 49 ] |
| Sztafeta 4 × 400 m (szczegóły)            | Stany Zjednoczone · Jessica Beard · Natasha Hastings · Ashley Spencer · Francena McCorory · Joanna Atkins (elim.)   | 3:20,41   | Wielka Brytania · Eilidh Doyle · Shana Cox · Margaret Adeoye · Christine Ohuruogu             | 3:22,61   | Francja · Marie Gayot · Lénora Guion-Firmin · Muriel Hurtis-Houairi · Floria Gueï   | 3:24,21   | [ 50 ] |
| Chód na 20 km (szczegóły)                 | Jelena Łaszmanowa                                                                                                   | 1:27:09   | Anisia Kirdiapkina                                                                            | 1:27:11   | Liu Hong                                                                            | 1:28:10   | [ 51 ] |
| Skok wzwyż (szczegóły)                    | Brigetta Barrett | 2,00      | Anna Cziczerowa Ruth Beitia                                                                   | 1,97      | [ 52 ]                                                                              |           |        |
| Skok o tyczce (szczegóły)                 | Jelena Isinbajewa                                                                                                   | 4,89      | Jennifer Suhr                                                                                 | 4,82      | Yarisley Silva                                                                      | 4,82      | [ 53 ] |
| Skok w dal (szczegóły)                    | Brittney Reese | 7,01      | Blessing Okagbare                                                                             | 6,99      | Ivana Španović                                                                      | 6,82      | [ 54 ] |
| Trójskok (szczegóły)                      | Caterine Ibargüen                                                                                                   | 14,85     | Jekatierina Koniewa                                                                           | 14,81     | Olha Saładucha                                                                      | 14,65     | [ 55 ] |
| Pchnięcie kulą (szczegóły)                | Valerie Adams | 20,88     | Christina Schwanitz                                                                           | 20,41     | Gong Lijiao                                                                         | 19,95     | [ 56 ] |
| Rzut dyskiem (szczegóły)                  | Sandra Perković | 67,99     | Mélina Robert-Michon                                                                          | 66,28     | Yarelis Barrios                                                                     | 64,96     | [ 57 ] |
| Rzut młotem (szczegóły)                   | Anita Włodarczyk | 78,46     | Zhang Wenxiu                                                                                  | 75,58     | Wang Zheng                                                                          | 74,90     | [ 58 ] |
| Rzut oszczepem (szczegóły)                | Christina Obergföll                                                                                                 | 69,05     | Kimberley Mickle                                                                              | 66,60     | Marija Abakumowa                                                                    | 65,09     | [ 59 ] |
| Siedmiobój (szczegóły)                    | Hanna Melnyczenko                                                                                                   | 6586 pkt. | Brianne Theisen-Eaton                                                                         | 6530 pkt. | Dafne Schippers                                                                     | 6477 pkt. | [ 60 ] |

## Klasyfikacja medalowa

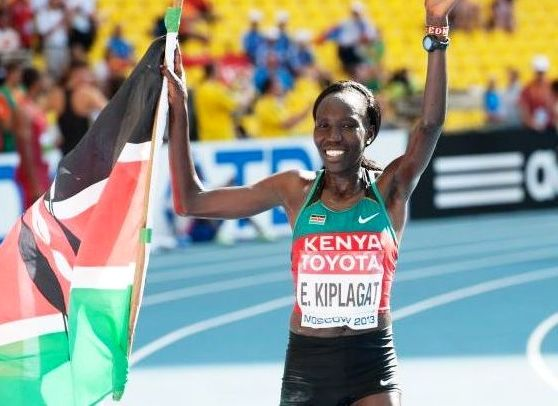
Edna Kiplagat po zdobyciu złota w maratonie.

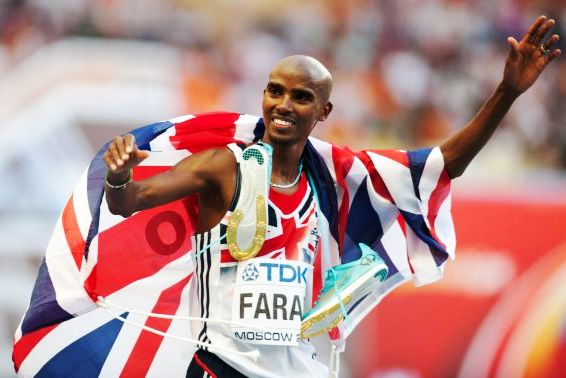
Mohamed Farah, złoty medalista w biegach na 10 000 i 5000 metrów.

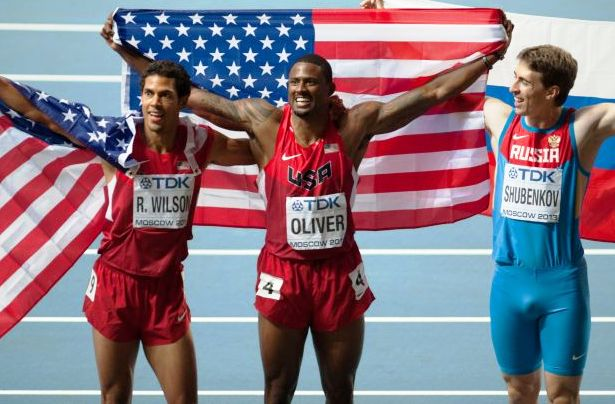
Medaliści biegu na 110 metrów przez płotki.

Stan na 17 sierpnia.
| Miejsce | Reprezentacja            | Złoto | Srebro | Brąz | Razem |
| 1.      | Stany Zjednoczone        | 7     | 14     | 5    | 26    |
| 2.      | Jamajka                  | 6     | 2      | 2    | 10    |
| 3.      | Kenia                    | 5     | 4      | 3    | 12    |
| 4.      | Niemcy                   | 4     | 2      | 1    | 7     |
| 5.      | Rosja                    | 4     | 1      | 4    | 9     |
| 6.      | Etiopia                  | 3     | 3      | 4    | 10    |
| 7.      | Wielka Brytania          | 3     | 1      | 3    | 7     |
| 8.      | Polska                   | 2     | 1      | 0    | 3     |
| 9.      | Ukraina                  | 2     | 0      | 2    | 4     |
| 10.     | Czechy                   | 2     | 0      | 1    | 3     |
| 11.     | ChRL                     | 1     | 2      | 3    | 6     |
| 12.     | Francja                  | 1     | 2      | 2    | 5     |
| 13.     | Chorwacja                | 1     | 0      | 0    | 1     |
| 13.     | Kolumbia                 | 1     | 0      | 0    | 1     |
| 13.     | Irlandia                 | 1     | 0      | 0    | 1     |
| 13.     | Nowa Zelandia            | 1     | 0      | 0    | 1     |
| 13.     | Szwecja                  | 1     | 0      | 0    | 1     |
| 13.     | Trynidad i Tobago        | 1     | 0      | 0    | 1     |
| 13.     | Uganda                   | 1     | 0      | 0    | 1     |
| 20.     | Australia                | 0     | 3      | 0    | 3     |
| 21.     | Wybrzeże Kości Słoniowej | 0     | 2      | 0    | 2     |
| 22.     | Kanada                   | 0     | 1      | 4    | 5     |
| 23.     | Kuba                     | 0     | 1      | 2    | 3     |
| 24.     | Holandia                 | 0     | 1      | 1    | 2     |
| 24.     | Hiszpania                | 0     | 1      | 1    | 2     |
| 24.     | Nigeria                  | 0     | 1      | 1    | 2     |
| 26.     | Botswana                 | 0     | 1      | 0    | 1     |
| 26.     | Finlandia                | 0     | 1      | 0    | 1     |
| 26.     | Katar                    | 0     | 1      | 0    | 1     |
| 26.     | Węgry                    | 0     | 1      | 0    | 1     |
| 26.     | Włochy                   | 0     | 1      | 0    | 1     |
| 31.     | Serbia                   | 0     | 0      | 2    | 2     |
| 33.     | Dominikana               | 0     | 0      | 1    | 1     |
| 33.     | Dżibuti                  | 0     | 0      | 1    | 1     |
| 33.     | Estonia                  | 0     | 0      | 1    | 1     |
| 33.     | Japonia                  | 0     | 0      | 1    | 1     |
| 33.     | Meksyk                   | 0     | 0      | 1    | 1     |
| 33.     | Południowa Afryka        | 0     | 0      | 1    | 1     |
| 33.     | Portugalia               | 0     | 0      | 1    | 1     |
| RAZEM   | RAZEM                    | 47    | 47     | 48   | 142   |

## Uczestnicy
Na początku sierpnia 2013 roku poinformowano, że udział w mistrzostwach zadeklarowało 206 z 212 federacji skupionych w IAAF – najwięcej w historii. Na opublikowanych tydzień przed mistrzostwami listach zgłoszonych znalazły się 204 kraje. W zawodach – w porównaniu z poprzednimi mistrzostwami z 2011 roku, których gospodarzem było Daegu w Korei Południowej – nie wystąpią reprezentacje Belize, Filipin, Libanu, Liberii oraz Nepalu. Do mistrzostw powrócą reprezentacje Andory, Gruzji, Jemenu, Jordanii, Korei Północnej i Luksemburga, zaś reprezentacja Montserratu po raz pierwszy wystąpi na światowym czempionacie.
- Afganistan (1)
- Albania (2)
- Algieria (11)
- Andora (1)
- Angola (1)
- Anguilla (1)
- Antigua i Barbuda (1)
- Arabia Saudyjska (11)
- Argentyna (8)
- Armenia (1)
- Aruba (1)
- Australia (46)
- Austria (2)
- Azerbejdżan (2)
- Bahamy (26)
- Bahrajn (10)
- Bangladesz (1)
- Barbados (9)
- Belgia (15)
- Benin (1)
- Bermudy (2)
- Bhutan (1)
- Białoruś (27)
- Boliwia (2)
- Bośnia i Hercegowina (2)
- Botswana (11)
- Brazylia (32)
- Brunei (1)
- Brytyjskie Wyspy Dziewicze (3)
- Bułgaria (10)
- Burkina Faso (1)
- Burundi (1)
- Chile (7)
- Chiny (53)
- Chińskie Tajpej (7)
- Chorwacja (7)
- Cypr (2)
- Czad (1)
- Czarnogóra (2)
- Czechy (28)
- Dania (2)
- Demokratyczna Republika Konga (1)
- Dominika (1)
- Dominikana (10)
- Dżibuti (1)
- Egipt (4)
- Ekwador (12)
- Erytrea (10)
- Estonia (9)
- Etiopia (46)
- Fidżi (2)
- Finlandia (13)
- Francja (52)
- Gabon (2)
- Gambia (1)
- Ghana (1)
- Gibraltar (1)
- Grecja (17)
- Grenada (2)
- Gruzja (2)
- Gwatemala (6)
- Gwinea (1)
- Gwinea Bissau (1)
- Gwinea Równikowa (1)
- Guam (1)
- Gujana (3)
- Haiti (1)
- Hiszpania (41)
- Holandia (23)
- Honduras (1)
- Hongkong (6)
- Indie (15)
- Indonezja (1)
- Irak (1)
- Iran (6)
- Irlandia (11)
- Islandia (1)
- Izrael (3)
- Jamajka (45)
- Jemen (1)
- Japonia (41)
- Jordania (1)
- Kajmany (1)
- Kambodża (1)
- Kamerun (1)
- Kanada (46)
- Katar (5)
- Kazachstan (17)
- Kenia (49)
- Kiribati (1)
- Kirgistan (2)
- Kolumbia (20)
- Komory (1)
- Kongo (1)
- Korea Południowa (16)
- Korea Północna (4)
- Kostaryka (1)
- Kuba (25)
- Kuwejt (1)
- Laos (1)
- Lesotho (3)
- Litwa (14)
- Luksemburg (1)
- Łotwa (11)
- Macedonia Północna (1)
- Madagaskar (2)
- Makau (1)
- Malawi (1)
- Malediwy (1)
- Malezja (1)
- Mali (1)
- Malta (1)
- Mariany Północne (1)
- Maroko (21)
- Mauretania (1)
- Mauritius (1)
- Meksyk (16)
- Mikronezja (1)
- Mjanma (1)
- Mołdawia (4)
- Monako (1)
- Mongolia (2)
- Montserrat (1)
- Mozambik (1)
- Namibia (6)
- Nauru (1)
- Niemcy (67)
- Nikaragua (1)
- Niger (1)
- Nigeria (19)
- Norwegia (11)
- Nowa Zelandia (9)
- Oman (1)
- Pakistan (1)
- Palau (1)
- Palestyna (1)
- Panama (1)
- Papua-Nowa Gwinea (2)
- Paragwaj (1)
- Peru (2)
- Polinezja Francuska (1)
- Polska (55)
- Portoryko (4)
- Portugalia (12)
- Południowa Afryka (30)
- Republika Środkowoafrykańska (1)
- Republika Zielonego Przylądka (1)
- Rosja (119)
- Rumunia (18)
- Rwanda (2)
- Saint Kitts i Nevis (6)
- Saint Lucia (3)
- Saint Vincent i Grenadyny (2)
- Salwador (1)
- Samoa (1)
- Samoa Amerykańskie (1)
- San Marino (1)
- Senegal (5)
- Serbia (8)
- Seszele (1)
- Sierra Leone (1[63])
- Singapur (1)
- Słowacja (11)
- Słowenia (9)
- Somalia (1)
- Sri Lanka (8)
- Stany Zjednoczone (137)
- Suazi (1)
- Sudan (1)
- Surinam (1)
- Syria (1)
- Szwajcaria (19)
- Szwecja (24)
- Tadżykistan (2)
- Tajlandia (2)
- Tanzania (2)
- Timor Wschodni (1)
- Togo (1)
- Tonga (1)
- Trynidad i Tobago (21)
- Tunezja (4)
- Turcja (10)
- Turkmenistan (1)
- Turks i Caicos (1)
- Tuvalu (1)
- Uganda (12)
- Ukraina (61)
- Urugwaj (1)
- Uzbekistan (3)
- Vanuatu (1)
- Wenezuela (15)
- Węgry (11)
- Wielka Brytania (60)
- Wietnam (1)
- Włochy (57)
- Wybrzeże Kości Słoniowej (3)
- Wyspy Cooka (1)
- Wyspy Dziewicze Stanów Zjednoczonych (1)
- Wyspy Marshalla (1)
- Wyspy Salomona (1)
- Wyspy Świętego Tomasza i Książęca (1)
- Zambia (3)
- Zimbabwe (2)
- Zjednoczone Emiraty Arabskie(1)